# Myrmecaelurus radiatus
Myrmecaelurus radiatus is een insect uit de familie van de mierenleeuwen (Myrmeleontidae), die tot de orde netvleugeligen (Neuroptera) behoort. 
Myrmecaelurus radiatus is voor het eerst wetenschappelijk beschreven door Navás in 1915.